# Teoria del control de Hirschi
La teoria del control de Hirschi, elaborada pel sociòleg i criminòleg nord-americà Travis Hirschi (1935, Rockville, Estats Units - 2017, Tucson, Estats Units), creu que la delinqüència no té una causa, sinó que representa la tendència de l'ésser humà. Aquesta teoria assumeix que els individus són capaços de cometre actes delictius i criminals sense benefici d'exemple, entrenament o beneficis més enllà dels inherents en els mateixos actes. Així, doncs, ja que la tendència a la desviació i al delicte és una problemàtica i no necessita cap explicació, la pregunta, llavors, no és per què delinqueixen, sinó per què no delinquim (Hirschi, 1969, pàg. 34). La teoria té detractors en l'àmbit científic, ja que s'ha demostrat que no és capaç d'explicar un gran nombre de delictes com els delictes econòmics.
Segons Hirschi tot individu és un infractor potencial, tan sols la por al d'any irreparable que pot ocasionar la comissió d'un delicte en les seves relacions interpersonals (família, amics, veïns, etc.) e institucionals (treball, escola, etc.) el frena. La causa de la criminalitat resultaria, doncs, del debilitament en el jove d'aquests llaços o vincles que l'uneixen amb la societat. Quan l'individu no té el necessari arrelament social o l'interès i sensibilitat cap als altres, no té tampoc l'indispensable control dissuasiu, trobant així lliure el camí cap al crim. És a dir, el control social se sol dividir en dues parts: el control social informal i el control social formal. El control social informal engloba la família, educació, àmbit laboral, veïns... d'un individu, que s'encarreguen de prevenir i controlar la delinqüència sense ser una activitat professional pròpia. Mentrestant, per la seva banda, el control social formal correspon a les persones i institucions que s'encarreguen de la vigilància, el control i la seguretat com a professió (com ara les Forces i Cossos de Seguretat de l'Estat, institucions judicials, fiscals, etc.).

## Origen del terme
És innegable que l'home és un ésser social, això explica la seva agrupació i convivència històrica amb altres éssers humans, però aquesta convivència no sol ser sempre pacífica i es presenten conductes desviades de la norma social imperant. Diversos mètodes s'han emprat en les diferents societats a través del pas del temps amb l'objectiu de tractar d'assegurar la convivència pacífica o d'imposar càstigs a aquells que trenquessin les normes socials. És per tant comprensible que tota societat o grup social ha de comptar amb regles de convivència, amb una disciplina que asseguri la coherència interna dels seus membres, en correspondència es veu obligada a desplegar diversos mecanismes que assegurin la conformitat d'aquests amb les seves normes i pautes de conducta; sent aquí on el control social té la seva funció. La seva implantació és necessària una vegada que surt a la llum un desajust entre l'home i la societat, aquesta implantació pot ser de controls tant coactius com persuasius que regulin, orientin i reprimeixin conductes no desitjades, o no reconegudes com a vàlides en determinada societat.
El control social pot definir-se d'una forma genèrica com el conjunt d'institucions, estratègies i sancions socials que pretenen garantir la submissió de l'individu a les normes socials o lleis imperants, generalment aquests mecanismes actuen en l'individu d'una forma inconscient, ja que les ha après durant el procés de socialització. Durant la infància, en el procés de socialització l'individu aprèn i interioritza el que en la seva societat i cultura es considera o no apropiat, més tard també aprendrà quins són els comportaments que es consideren delictius i penats per les lleis vigents.
El control social, originalment sorgeix com una mena de mecanisme que possibilita l'autoregulació de l'ordre social a través de mecanismes informals que sorgeixen del mateix sistema social. Així doncs, sorgeix la categoria en el marc de les teories dirigides a establir el consens social com a ens natural de convivència i reproducció de les relacions socials, fins a anar adoptant posicions més adaptables a l'època.
El control social pot entendre d'una banda com una estratègia d'administració de l'ordre, i de l'altra, com un instrument de dominació legitimat per la base social. El sentit atorgat per Ross a aquest nou concepte excloïa de certa manera els controls estatals, tant legals com polítics, els que a la pràctica van demostrar la seva inoperància per construir la necessària harmonia social. Des d'aquesta perspectiva, l'essència controladora seria assumida per la societat a través de la interacció social persuasiva. El control social, per tant, ajuda a la prevenció del delicte o la conducta desviada i també pot considerar-se que ajuda al càstig de les conductes desviades ja realitzades, ja que per mitjà dels rumors, l'ostracisme o la vergonya l'individu que ha comès aquesta conducta pot sentir-se castigat per la societat encara que aquesta no empri mètodes coercitius tradicionals.
Pel que fa al concepte de control social en el camp de les idees criminològiques que s'han exposat, cal també destacar que el seu desenvolupament no ha estat uniforme, així alguns autors van desenvolupar l'anomenat control social "passiu" que ho referien als elements basats en els costums, les tradicions, les lleis, les institucions, etc., i al seu torn van encunyar el terme de control social "actiu", com el procés social orientat a accions per a la implantació de metes i valors.
En l'actualitat, Ross assenyala que el problema del control social, és que "aquests vincles naturals, que eren molts i ferms quan el veïnat rural o la comunitat de llogaret eren del tipus comunitari, no vinculen a les persones tant com ho farien a les enormes i complexes comunitats actuals", per tant aquesta seria una explicació que el control social informal perdi efectivitat en les grans ciutats.
Finalment, des del punt de vista sociològic els mecanismes de control social vindrien a constituir una de les parts més importants de retroalimentació del sistema social per conservar la seva estabilitat (el factor homeostàtic). De la mateixa manera podria dir-se que constitueix la part conservadora de la societat (en contraposició amb el canvi social que com veurem més endavant constitueix la part que crida al canvi i la reforma).

## Control social informal
En el control social informal de Hirschi, el principal pressupost és que la vinculació afectiva dels individus cap a persones que estan integrades socialment en el seu entorn és el que deté aquests a no realitzar un fet delictiu. Per contrastar la seva teoria, va dur a terme un estudi a joves, en el qual va demostrar que aquells que participaven en activitats convencionals, i posseïen una major vinculació social, eren propensos a cometre menys delictes. D'aquesta manera, per Hirschi la realització d'un acte delictiu té el seu fonament en la inexistència o destrucció de les vinculacions afectives de l'individu. Per a l'autor aquesta vinculació s'estableix a través de quatre elements:

### Elements del vincle

#### Aferrament
Sociòleg suggereix que l'home és sensible a l'opinió dels altres i en conseqüència exclouen la sensibilitat de les seves explicacions sobre la conducta anòmala. En canvi, els psicòlegs emfatitzen la manca de sensibilitat a l'opinió aliena quan expliquen la conducta desviada. "[El psicòpata] és ... per excel·lència, i sense pena o limitació, el model de procés circular mitjançant el qual l'anormalitat mental s'infereix de la conducta antisocial, mentre que la conducta antisocial l'expliqués l'anormalitat mental" (Wootton, 1959).
Totes les característiques que se li atribueixen al psicòpata són conseqüència, o efecte d', la seva falta de vincle amb els altres. Ell aparentment no posseeix consciència o super jo. La manca de consciència és només una altra manera de dir la mateixa cosa, i una de les seves conseqüències és (o pot ser) la violació de les normes.
Som éssers morals en la mesura que hàgim "internalitzat les normes" de la societat, per tant, violar una norma és actuar de manera contrària als desitjos i expectatives de les altres persones. Si una persona és insensible a l'opinió dels altres, no es trobés subjecte a les normes, és a dir, és lliure per a desviar-se.
L'essència de la internalització de les normes, la consciència, o el super jo, rau en la vinculació de l'individu amb els altres.

#### Compromís
Els homes obeeixen i adés les regles pel simple fet de témer a les conseqüències. Aquest component racional de la conformitat en diem compromís.
La idea és que les persones inverteixin temps, energia, el seu propi ésser, en una determinada línia d'activitat. Alhora s'ha de tenir els costos de la seva conducta desviada i el risc que corre de perdre la inversió efectuada en la conducta desviada i el risc que corre de perdre la inversió efectuada en la conducta convencional quan estudiï la possibilitat d'adoptar aquesta conducta desviada i cada vegada que ho faci.
El compromís és l'equivalent del jo o sentit comú. La teoria sociològica del control suposa que la decisió de cometre un acte delictiu es pot determinar racionalment, que la decisió de l'actor no va ser irracional atesos els riscos i els costos que ell enfronta.
La majoria de les persones, pel sol fet de viure en una societat organitzada, adquireix béns, reputacions i possibilitats la perduda no vol afrontar. Aquestes acumulacions són l'assegurança que posseeix la societat que elles obressin d'acord amb les regles.
"L'ambició" o "l'aspiració" tenen un paper important en la producció de la conformitat.

#### Participació
La participació o l'absorció en les activitats convencionals forma part d'una teoria del control. La presumpció és que una persona senzillament es pot trobar tan ocupada en els seus assumptes convencionals com per no trobar el temps necessari parell comprometre en una conducta desviada.

#### Creences
Si el desviat es troba compromès amb un sistema de valors diferent del de la societat convencional, no hi hauria res a explicar, en el context de la teoria. Llavors, la pregunta és: Per què un home viola les regles a les quals creu? No només suposem que el desviat ha cregut en aquestes regles, sinó que suposem que ell creu en les regles tot i que les viola.
Aquest problema es pot enfocar de dues maneres. En un primer enfocament, les creences es tracten com a meres paraules que signifiquen poc o res si falten les altres formes de control. Resumint, les creences desapareguessin del quadre, almenys fins on es troben expressades en paraules. Atès que elles no diferencien entre infractors i no infractors, elles es troben localitzades a la mateixa classe com "el llenguatge". No representen cap obstacle de veritat per la comissió d'actes delictius.
El segon enfocament, argumenta que el desviat racionalitza la seva conducta de tal manera que pot, alhora, violar la regla i mantenir la seva creença en ella.
Hirschi, “d'altra banda, estimo que existia una certa correlació recíproca entre els diversos factors esmentats. Una persona, per exemple, que rebutja tota relació social, probablement no té el necessari grau de compromís amb els valors convencionals. I, en sentit contrari, els individus millor identificats amb aquests són els que participen de fet mes en activitats socials lícites”.

## Control social formal
El control social formal entra en funcionament de manera directa quan el control informal falla (encara que també l'amenaça de sanció frena el comportament dels individus), ja que es reserva les mesures més coercitives que la societat pot dur a terme contra els individus i d'aquesta manera tracta d'evitar els comportaments més greus i, per tant, no desitjats per la societat. En algunes ocasions la separació entre ambdós tipus de control no és senzilla i poden arribar a passar d'un tipus a un altre en qualsevol dels sentits. És evident, que el control formal és el que s'exerceix per part de les institucions per mitjà del poder coactiu que la mateixa societat els atribueix. Per això, aquest tipus de control serà el que exerceixen les institucions que es troben dins de l'esfera del sistema penal (Administració de Justícia, Fiscalia, Forces i Cossos de Seguretat i Institucions Penitenciàries).
És aquest segon tipus de control social què centra el nostre interès pel qual a partir d'aquí ens centrarem en el mateix, abordant les característiques que defineixen al control social formal.
Ja hem citat les institucions que es troben vinculades al control social formal, pel paper que desenvolupen les mateixes en la societat és evident que la seva funció es troba delimitada per la norma i en aquest sentit, íntimament relacionat amb el Dret, ja que aquest no només conté les normes que podem considerar més greus sinó que regula aquelles que podem considerar com a menys greus o lleus, ja que utilitza diferents mecanismes, garanties, i formes d'executar-les en funció de la gravetat del comportament feu; així no serà el mateix la vulneració d'una norma administrativa que normalment se sancionarà amb una multa i el seu sistema de garantia recaurà en l'àmbit del dret administratiu que la realització d'una acció o omissió prevista en el codi penal; ja que aquest últim pot amb portar mesures més greus per a l'autor, com pot ser la pena privativa de llibertat.
Per això, una característica que podem aportar del control social és que independentment que recaigui en les diferents institucions és variable al llarg del temps, ja que els comportaments que una societat estima que són perillosos per al desenvolupament de la mateixa en un moment donat, res o poc poden tenir a veure amb els comportaments que s'estima que són perjudicials per a la mateixa o per als seus individus en un altre (delictes relacionats amb les tecnologies). Si bé, podem observar que al llarg del temps hi ha hagut comportaments que han romàs, amb poques variacions, com especialment protegides (relacionats amb la vida o integritat de les persones). Això mateix passa amb les penes o càstigs que s'imposen als comportaments que es regulen. Una altra de les característiques que podem observar és que els comportaments es troben establerts en normes el que requereix certes formalitats (sistema d'aprovació, publicitat d'aquestes, desenvolupament dels diferents procediments, estableix els drets de la víctima, els drets de l'autor, vies de resolució del conflicte, etc.). No podem oblidar que la norma, el procés i la sanció són tres elements fonamentals per a qualsevol institució que exerceixi el control social formal, ja que d'aquesta manera defineix clarament quins són els models de conducta i els comportaments que pretén aconseguir dels individus que pertanyen a aquesta societat i adverteix als individus quines poden ser les conseqüències del seu incompliment i el procés que s'ha de dur a terme per imposar la sanció que correspongui al comportament que prèviament ha estat regulat com antisocial.
No obstant això, és important observar que no tota l'activitat que desplega el control social prové de la coerció del dret o de les normes, ja que aquestes només exerceixen la seva activitat quan el comportament de l'individu s'ha executat o estant obligat ha deixat de realitzar; ja que el control social formal exerceix una altra activitat no menys important com és la prevenció.
És evident que la resposta de les institucions que configuren el control social formal poden dirigir-se a tres àmbits d'actuació: prevenció, control o repressió.
La prevenció estaria constituïda per les polítiques que tracten d'impedir l'inici o la continuïtat de qualsevol activitat delictiva mitjançant la utilització dels instruments tan penals / administratius com els que no ho són; i que deuen ser contemplats com una manera d'abordar el problema per tots els que componen la societat de manera que aquests influeixin d'una manera determinant tant en l'origen com en les causes que l'afavoreixen el sorgiment o la continuïtat del delicte.
El control vol dir que es produeix un manteniment de la situació tal com es troba en aquest moment, es manté un control del conflicte ponderant el cost social del mateix i per a això es necessita cert poder i fins i tot la possibilitat d'exercir la repressió per aconseguir el seu manteniment.
La repressió no és altra cosa que és la resposta que l'Estat per delegació de la societat donen al comportament desviat; aquesta se sol centrar en l'àmbit legislatiu, ja que d'aquesta manera el poder criminalitza o descriminalitza conductes que entén han de ser delictives o han de deixar de ser-ho i els assigna un determinat càstig (administratiu / penal). Per tant, dins de l'Estat el poder legislatiu i executiu persegueixen la desviació en determinar que conductes han de ser reprovables, el poder judicial aplica la llei i el sistema penitenciari garanteix el compliment de les penes. Mentrestant, les forces i cossos de seguretat tracten de vigilar, denunciar i detenir aquells individus que no s'ajusten al seu comportament al qual estableixen les normes o lleis.
No obstant això i entrant en el control penal com a modalitat del control social formal cal dir que només s'aplica quan la resta de controls falla, ja que a més de contemplar els càstigs més greus és l'últim esglaó de control de què disposa la societat i que executen les institucions. És evident que els comportaments que abasta seran els que es consideren més reprovables per la societat, tot i que els grups de poder tenen molta influència en la qualificació de tals comportaments. Podem dir que el dret penal es converteix d'aquesta manera en l'última ràtio i imposa als membres d'una societat unes determinades normes de conducta i, per això, una manera de desenvolupar la seva activitat individual perquè es trobi en harmonia amb la de la resta d'individus que integren aquesta societat, fent possible la convivència.
Cal tenir en compte que en les societats democràtiques aquest poder que s'atorga al dret penal com a instrument de control formal no és il·limitat i que està sotmès a controls que permeten que els individus mantinguin els drets i garanties dels individus (legalitat, irretroactivitat, proporcionalitat, taxativitat, defensa, etc.). És aquí on s'han d'enquadrar els comportaments que el legislador entén que han de ser castigats amb l'objectiu de mantenir l'harmonia social, ja que són els comportaments que més poden perjudicar la societat.
A més cal tenir en compte que últimament, i depenent del legislador, es produeix certa alternança de conductes que recauen en l'àmbit administratiu i provenen del dret penal i viceversa, amb el clar objectiu d'augmentar el control social formal mitjançant la utilització coactiva de les sancions administratives que en algunes ocasions són econòmicament més perjudicials que les penes que s'imposen en la via penal. Si bé, tots dos àmbits tenen el mateix objectiu teòric: mantenir la cohesió i pau social.